# Vinamilk

Vinamilk är Vietnams största mejeriföretag. Företaget exporterar sina produkter bland annat till USA, Frankrike, Kanada, Polen, Tyskland och många länder i Sydostasien. Företaget grundades 1976 och har sitt huvudkontor i Ho Chi Minh-staden (före detta Saigon). I produktsortimentet ingår till exempel yoghurt, mjölk, kakor och sojamjölk. Företaget handlas på Ho Chi Minh Stock Exchange, största ägare är Vietnamesiska staten som äger 50,01%.